# Restoration (Arrow)
Restoration es el tercer episodio de la cuarta temporada y septuagésimo segundo episodio a lo largo de la serie de televisión estadounidense de drama y ciencia ficción, Arrow. El episodio fue escrito por Wendy Mericle y Speed Weed y dirigido por Wendey Stanzler. Será estrenado el 21 de octubre de 2015 en Estados Unidos por la cadena The CW.
La tensión entre Oliver y Diggle pone la vida de ambos en riesgo cuando van tras Damien Darhk y una pista sobre una de las cabecillas de H.I.V.E., quien ha contratado a un metahumano para terminar con los vigilantes de Star City. Mientras tanto, Laurel y Thea se embarcan en un viaje a Nanda Parbat, llevando consigo el cuerpo de Sara. Thea descubre que sus recientes exaltamientos solo se quitarán asesinando a aquel que la llevó a estar cerca de la muerte; Laurel le pide a Malcolm introducir el cuerpo de Sara en la fosa de Lázaro y busca la ayuda de Nyssa, quien se niega a apoyarla. Por otra parte, Oliver y Diggle trabajan juntos para derrotar al metahumano y Felicity recibe un extraño mensaje en su celular.

## Elenco
- Stephen Amell como Oliver Queen/Flecha Verde.
- Katie Cassidy como Laurel Lance.
- David Ramsey como John Diggle.
- Willa Holland como Thea Queen/Speedy.
- Emily Bett Rickards como Felicity Smoak.
- Neal McDonough como Damien Darhk.
- John Barrowman como Malcolm Merlyn/Arquero Oscuro.
- Paul Blackthorne como el capitán Quentin Lance.

## Desarrollo

### Producción
La producción de este episodio comenzó el 24 de julio y terminó el 4 de agosto de 2015.

### Filmación
El episodio fue filmado del 5 de agosto al 17 de agosto de 2015.

### Casting
El 22 de julio de 2015, se dio a conocer que Jimmy Akingbola fue contratado para dar vida a Baron Reiter. Un día después, se dio a conocer que J.R. Bourne obtuvo el papel de Jeremy Tell. Finalmente, el 31 de julio Ryan Robbins fue elegido como Conklin, un adversario de Oliver durante las secuencias de flashback.